# Хатчисон, Чендлер
Чендлер Хатчисон (англ. Chandler Hutchison; род. 26 апреля 1996, Мишен-Вьехо, Калифорния) — американский профессиональный баскетболист, выступающий за клуб «Финикс Санз» в НБА. Был выбран на драфте НБА 2018 года в 1-м раунде под 22-м номером клубом «Чикаго Буллз». Играет на позиции лёгкого форварда и атакующего защитника.

## Профессиональная карьера

### Чикаго Буллз (2018—2021)
Хатчисон был выбран на драфте НБА 2018 года под 22-м номером клубом «Чикаго Буллз». 3 июля 2018 года Хатчисон подписал контракт с «Чикаго». 18 октября 2018 года он дебютировал за «Буллз», проведя 3 минуты против клуба «Филадельфия Севенти Сиксерс».
23 января 2019 года Хатчисон получил острую травму сесамовидной кости правой ноги. Из-за этой травмы он пропустил остаток сезона 2019/2020.

## Статистика

### Статистика в НБА
| Сезон                                                                                    | Команда | Регулярный сезон | Регулярный сезон | Регулярный сезон | Регулярный сезон | Регулярный сезон | Регулярный сезон | Регулярный сезон | Регулярный сезон | Регулярный сезон | Регулярный сезон | Регулярный сезон | Серия плей-офф | Серия плей-офф | Серия плей-офф | Серия плей-офф | Серия плей-офф | Серия плей-офф | Серия плей-офф | Серия плей-офф | Серия плей-офф | Серия плей-офф | Серия плей-офф |
| Сезон                                                                                    | Команда | GP               | GS               | MPG              | FG%              | 3P%              | FT%              | RPG              | APG              | SPG              | BPG              | PPG              | GP             | GS             | MPG            | FG%            | 3P%            | FT%            | RPG            | APG            | SPG            | BPG            | PPG            |
| ---------------------------------------------------------------------------------------- | ------- | ---------------- | ---------------- | ---------------- | ---------------- | ---------------- | ---------------- | ---------------- | ---------------- | ---------------- | ---------------- | ---------------- | -------------- | -------------- | -------------- | -------------- | -------------- | -------------- | -------------- | -------------- | -------------- | -------------- | -------------- |
| 2018/19                                                                                  | Чикаго  | 44               | 14               | 20,3             | 45,9             | 28,0             | 60,5             | 4,2              | 0,8              | 0,5              | 0,1              | 5,2              | Не участвовал  | Не участвовал  | Не участвовал  | Не участвовал  | Не участвовал  | Не участвовал  | Не участвовал  | Не участвовал  | Не участвовал  | Не участвовал  | Не участвовал  |
| 2019/20                                                                                  | Чикаго  | 28               | 10               | 18,8             | 45,7             | 31,6             | 59,0             | 3,9              | 0,9              | 1,0              | 0,3              | 7,8              | Не участвовал  | Не участвовал  | Не участвовал  | Не участвовал  | Не участвовал  | Не участвовал  | Не участвовал  | Не участвовал  | Не участвовал  | Не участвовал  | Не участвовал  |
|                                                                                          | Всего   | 72               | 24               | 19,7             | 45,8             | 29,5             | 59,5             | 4,1              | 0,8              | 0,7              | 0,2              | 6,2              | Не участвовал  | Не участвовал  | Не участвовал  | Не участвовал  | Не участвовал  | Не участвовал  | Не участвовал  | Не участвовал  | Не участвовал  | Не участвовал  | Не участвовал  |
| Наведите курсор мыши на аббревиатуры в заголовке таблицы, чтобы прочесть их расшифровку. |         |                  |                  |                  |                  |                  |                  |                  |                  |                  |                  |                  |                |                |                |                |                |                |                |                |                |                |                |

### Статистика в Джи-Лиге
| Сезон                                                                                    | Команда          | Регулярный сезон | Регулярный сезон | Регулярный сезон | Регулярный сезон | Регулярный сезон | Регулярный сезон | Регулярный сезон | Регулярный сезон | Регулярный сезон | Регулярный сезон | Регулярный сезон | Серия плей-офф | Серия плей-офф | Серия плей-офф | Серия плей-офф | Серия плей-офф | Серия плей-офф | Серия плей-офф | Серия плей-офф | Серия плей-офф | Серия плей-офф | Серия плей-офф |
| Сезон                                                                                    | Команда          | GP               | GS               | MPG              | FG%              | 3P%              | FT%              | RPG              | APG              | SPG              | BPG              | PPG              | GP             | GS             | MPG            | FG%            | 3P%            | FT%            | RPG            | APG            | SPG            | BPG            | PPG            |
| ---------------------------------------------------------------------------------------- | ---------------- | ---------------- | ---------------- | ---------------- | ---------------- | ---------------- | ---------------- | ---------------- | ---------------- | ---------------- | ---------------- | ---------------- | -------------- | -------------- | -------------- | -------------- | -------------- | -------------- | -------------- | -------------- | -------------- | -------------- | -------------- |
| 2019/20                                                                                  | Винди-Сити Буллз | 1                | 1                | 39,6             | 30,0             | 20,0             | 100,0            | 11,0             | 1,0              | 3,0              | 3,0              | 14,0             | Не участвовал  | Не участвовал  | Не участвовал  | Не участвовал  | Не участвовал  | Не участвовал  | Не участвовал  | Не участвовал  | Не участвовал  | Не участвовал  | Не участвовал  |
|                                                                                          | Всего            | 1                | 1                | 39,6             | 30,0             | 20,0             | 100,0            | 11,0             | 1,0              | 3,0              | 3,0              | 14,0             | Не участвовал  | Не участвовал  | Не участвовал  | Не участвовал  | Не участвовал  | Не участвовал  | Не участвовал  | Не участвовал  | Не участвовал  | Не участвовал  | Не участвовал  |
| Наведите курсор мыши на аббревиатуры в заголовке таблицы, чтобы прочесть их расшифровку. |                  |                  |                  |                  |                  |                  |                  |                  |                  |                  |                  |                  |                |                |                |                |                |                |                |                |                |                |                |

### Статистика в колледже
| Сезон                                                                                   | Команда     | GP  | GS | MPG  | FG%  | 3P%  | FT%  | RPG | APG | SPG | BPG | PPG  |  |
| --------------------------------------------------------------------------------------- | ----------- | --- | -- | ---- | ---- | ---- | ---- | --- | --- | --- | --- | ---- |  |
| 2014/15                                                                                 | Бойсе Стэйт | 29  | 18 | 12,3 | 35,6 | 28,6 | 64,9 | 2,0 | 0,8 | 0,5 | 0,1 | 3,1  |  |
| 2015/16                                                                                 | Бойсе Стэйт | 31  | 7  | 19,8 | 49,7 | 23,1 | 63,6 | 4,1 | 1,3 | 0,7 | 0,4 | 6,8  |  |
| 2016/17                                                                                 | Бойсе Стэйт | 32  | 32 | 31,7 | 49,5 | 37,7 | 66,5 | 7,8 | 2,6 | 1,2 | 0,2 | 17,4 |  |
| 2017/18                                                                                 | Бойсе Стэйт | 31  | 30 | 31,0 | 47,5 | 35,9 | 72,8 | 7,7 | 3,5 | 1,5 | 0,3 | 20,0 |  |
|                                                                                         | Всего       | 123 | 87 | 24,0 | 47,6 | 35,3 | 68,7 | 5,5 | 2,1 | 1,0 | 0,2 | 12,0 |  |
| Наведите курсор мыши на аббревиатуры в заголовке таблицы, чтобы прочесть их расшифровку |             |     |    |      |      |      |      |     |     |     |     |      |  |